# النويصيب
النويصيب منطقة كويتية من مناطق محافظة الأحمدي، يقع فيها مركز حدودي لدولة الكويت من الجهة الجنوبية مع المملكة العربية السعودية, و يبعد 103 كيلومترات جنوب العاصمة مدينة الكويت. ومنطقة النويصيب عبارة عن أرض صحراوية تكثر فيها السباخ ويحدها من الشرق الخليج العربي.